# Artanich
Artanich (en arménien Արտանիշ) est une communauté rurale du marz de Gegharkunik, en Arménie, sur la péninsule du même nom. Elle compte 696 habitants en 2008.